# Oberöfflingen

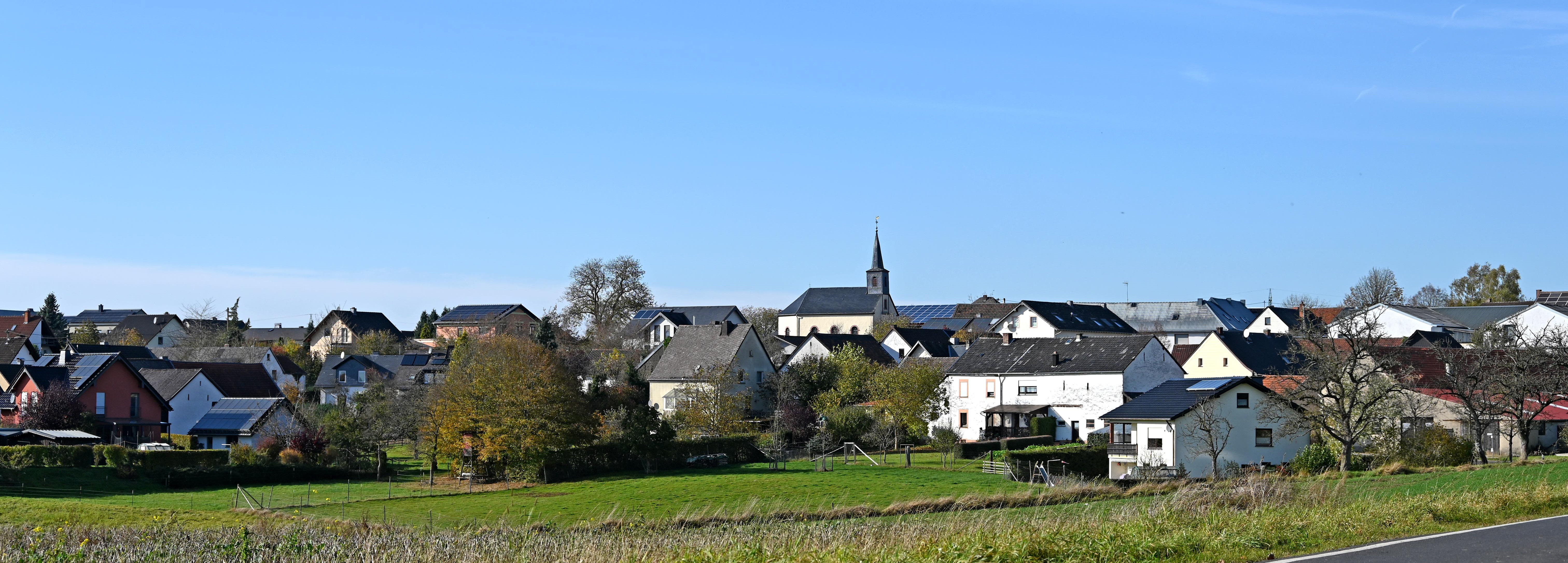
Oberöfflingen von Osten

Oberöfflingen ist eine Ortsgemeinde im Landkreis Bernkastel-Wittlich in Rheinland-Pfalz. Sie gehört der Verbandsgemeinde Wittlich-Land an.

## Geographie
Das Dorf liegt am Rand des Liesertals in der Eifel. Im Norden befindet sich Laufeld, im Südosten Niederöfflingen und südwestlich liegt Schladt.
Zu Oberöfflingen gehört der Wohnplatz Auf der Warth und der nördliche Teil des Weilers Brühlweiler. Der südliche Teil des Weilers gehört zur Ortsgemeinde Schladt.

## Geschichte
Der Ort wurde im Jahr 785 als Uffeningen erstmals urkundlich erwähnt. Ab 1794 stand Oberöfflingen unter französischer Herrschaft, 1815 wurde der Ort auf dem Wiener Kongress dem Königreich Preußen zugeordnet. Seit 1946 ist er Teil des damals neu gebildeten Landes Rheinland-Pfalz.

## Politik

### Bürgermeister
Günter Weins wurde 2024 zum Ortsbürgermeister von Oberöfflingen gewählt.
Der Vorgänger seit 2020 war Martin Schlimpen.
Dessen Vorgänger Hans-Theo Weber hatte das Amt elf Jahre ausgeübt, seit der Kommunalwahl 2019 geschäftsführend.

### Wappen
| Wappen von Oberöfflingen | Blasonierung: „Von Rot über Silber geteilt, oben ein silbernes Glevenkreuz, unten drei rote Schrägbalken.“ |
| Wappen von Oberöfflingen | Es wurde 1982 von der Bezirksregierung Trier genehmigt.                                                    |

## Kultur und Sehenswürdigkeiten
- Die Kirche St. Mauritius stammt aus dem Jahr 1854.
- Man kann noch die Ruine der Biederburg besichtigen.

Siehe auch:
- Liste der Kulturdenkmäler in Oberöfflingen
- Liste der Naturdenkmale in Oberöfflingen

## Persönlichkeiten
- Gertrud Pesch (Äbtissin des Klosters Oberschönenfeld)